# 韋納山脈
73°34′S 62°20′W / 73.567°S 62.333°W
韋納山脈是南極洲的山脈，位於帕爾默地，該山脈在1939至1941年由美國探險隊發現，以德國氣象學家命名，現時由南極條約體系管理。